# Devotio
A devotio (latin „felajánlkozás”) az önfeláldozás ünnepélyes aktusa, felajánlkozás az isteneknek, amelyre az ókori Róma történelme számos példával szolgál.
Klasszikus példa a Kr. e. 340-es év consula, Publius Decius Mus története, aki Livius elbeszélésében a Latin háború során a vezúvi csatában áldozta fel magát. Mus azt a jóslatot kapta, hogy egy hadsereg vezérére és a szemben álló hadseregre halál vár, ezért saját magát és ellenségeit a Maneseknek és Tellus Maternek, az anyaföldnek ajánlotta fel. Az áldozat meghozta az eredményt, a rómaiak győztek, de Decius elesett, felírva a nevét a rómaiak legnagyobb hőseinek listájára.
Egy másik, kevésbé dicső példa annak az embernek az esete, aki a beteg Caligula császárért ajánlotta fel a saját életét, és amikor a császár felgyógyult, kénytelen volt ígéretét beváltani.